# 京佳
京佳（きょうか、1999年12月2日 - ）は、日本の女優、歌手、YouTuber、元アイドル、元グラビアアイドル。埼玉県出身。フリーランスで活動している。

## 略歴
- 小学3年生時、タンバリンアーティスツに所属し芸能活動開始[注 1]。
- 2012年6月、タンバリンアーティスツに所属する女性タレントからなるアイドル音楽劇グループ「夢みるアドレセンス」のメンバーとなる。
- 2013年9月、講談社ミスiD2014個人賞（今泉力哉賞）受賞[3]。
- 2013年12月、「デジタル ホムンクルス」で初の舞台、座長、主演を務めた。
- 2017年1月より、DJ KYOUKAとしてDJ活動を開始[4]。
- 2017年5月19日、初のソロ写真集「Thankyouka!!!」を発売。
- 2018年4月18日、YouTuber活動開始。
- 2019年4月21日、「夢みるアドレセンス」を卒業[5][6][7]。のちに所属していたタンバリンアーティスツを退所しフリーとなる。
- 2020年2月5日、株式会社KYOinc.を設立。ファッションブランド「JELA」を立ち上げた[8]。
- 2020年8月9日、ソロデビューシングル「NEW GAME」が発売。自身で作詞も手掛けた[9]。
- 2020年11月21日、ミニアルバム作成のためのクラウドファンディング（目標金額200万円）を開始[10]。2021年1月29日に目標金額の28%（57.8万円）で募集が終了した。
- 2022年1月、グラビア活動の一区切りとしてフルヌード写真集製作を発表。1月4日発売の講談社「FRIDAY」およびウェブ媒体の「FRIDAYサブスクリプション」で第一弾写真を先行発表[11]。3月4日に講談社からラスト写真集を発売する[12]。
- 2022年4月よりイギリスに留学[13]。
- 2025年4月16日、結婚を発表[14]。

## 人物
- 自分の性格については「よくわからない」[15]としているが、動物に例えるならサメだと語っている[16]。
- 趣味は習字、長距離走、ピアノ。また、犬と話せることを特技としている。
- 好きなものはスヌーピー、サメ[注 2]。
- スキューバダイビングのライセンスを所持している[17]。
- 事務所の先輩でもある前田希美とは特に親交が深い。
- 元私立恵比寿中学の廣田あいかとは親友。
- 三人兄妹の末っ子であり、兄が2人いることを公言している。
- 憧れの女優は宮崎あおい。
- 好きな色はネイビーとピンク。
- 夢みるアドレセンスのメンバーで唯一、ピチレモンのモデル経験がない。2015年のヤングジャンプ登場時にはこれを理由に夢みるアドレセンスの“アイドル担当”と称している。当時同グループの最年少。
- ユメトモ（ファン）からは「俺らの妹」と称されている。
- 感謝の気持ちを伝えるとき「Thankyou」と「Kyouka」を合わせた「Thankyouka」という造語を使用している。本人曰く、「Thankyou」のスペルが覚えられず、工夫した結果生まれた言葉である。
- 八重歯[18]。
- 心室中隔欠損症で生まれ、幼少時の手術のため胸部に大きな傷がある。この過去のため障がい者手帳を保持している[13]。

## 作品

### CD
- NEW GAME（2020年8月9日）[9]

### イメージビデオ
- 16 -Six Teen-（2016年2月19日、イーネット・フロンティア）[1]
- 未成年（2019年11月20日、ラインコミュニケーションズ）[19]
- 21の概念（2021年4月23日、竹書房）[20]
- 最後の夏休み（2021年9月20日、ラインコミュニケーションズ）[21]

## 出演

### テレビ

#### テレビアニメ
- しまじろうヘソカ（2010年10月11日 - 2012年3月26日、テレビせとうち） - 「おしえて!3しまい」三女ヒナ 役

#### テレビドラマ
- 玉川区役所 OF THE DEAD（2014年10月4日 - 12月20日、テレビ東京）[注 3]
- わたしをみつけて 第1話（2015年11月24日、NHK）[22]

### 映画
- ジョーカーゲーム 脱出(エスケープ)（2013年8月） - 江川知巳 役
- 「超」怖い話2 第参話「撮影」（2017年8月） - 主演・奈津美 役

### CM
- ヒーリーズ（2009年4月 - 、ヒーリングスポーツ）

### 舞台
- アリスインプロジェクト『デジタル・ホムンクルス』（2013年12月18日 - 23日） - 主演・ミサキ 役
- 企画演劇集団ボクラ団義 -Play Again- vol.4『ゴーストライターズ!!』（2014年2月28日 - 3月9日） - 大泉舞（少女時代） 役

### イベント
- タンバリンマニア04（2009年1月12日、西新宿クロスロード）
- タンバリンマニア・sizeS（2009年3月15日、秋葉原GOODMAN）
- タンバリンサマーフェス2009（2009年8月21日、第1部14:00〜 / 第2部19:00〜、北沢タウンホール）
- 秋は文化祭 TM05 〜今年のテーマは「夏の忘れ物」〜（2009年11月3日、アイピット目白）
- タンバリンマニア06 バレンタインは渋谷でねっ。（2010年2月14日、渋谷JPOP-CAFE）
- タンバリンマニア007 〜麻布十番より愛をこめて〜（2010年6月20日、アトリエフォンテーヌ）
- タンバリンマニア08 下北沢で見てね、聴いてね、歌ってね!（2010年9月5日、下北沢ReG）
- タンバリンマニア009 あとは勇気だけだ!（2010年11月28日、昼の部黒い幽霊編 第1部13:00〜 / 夜の部天使編17:00〜、中目黒キンケロ・シアター）
- タンバリンマニア10 チャーリーとチョコレート劇場（2011年2月13日、しもきた空間リバティ）
- タンバリンマニア11 赤き血のイレブン〜フィールドに青春を賭けた少女たちの物語〜（2011年8月21日、Geki 地下 Liberty）
- タンバリンマニア12 12人の怒れる少女（2012年3月12日、Geki 地下 Liberty）
- タンバリンマニア13 sizeS ミニサンタのおもてなし（2013年12月14日、渋谷 LOOP ANNEX）
- 21時のきょうたん（2015年4月1日、下北沢BOX104）

### その他
- ツイキャス「夢みるアドレセンス京佳のあと30分でシンデレラTV」（2013年7月8日 - 、不定期放送）
- FRESH LIVE 夢みるアドレセンス公式チャンネル

## 書籍

### 写真集
- Thankyouka!!!（2017年5月18日、講談社、撮影：唐木貴央）ISBN 978-4065100066[23][24]
- きょんにゅー（2018年11月30日、講談社、撮影：唐木貴央）ISBN 978-4065143674[25]
- 20歳の群像（2020年4月29日、自主制作）
- Tokyoなつやすみ（2020年8月15日、自主制作）
- ただ今、京ちゃん湯営業中！（2020年12月、自主制作）
- FRONTERA（2022年3月4日、講談社、撮影：熊谷貫）ISBN 978-4065269565[26]

### 雑誌
- 雑誌「ピチレモン」[注 4]（学研パブリッシング）
- 週刊ヤングジャンプ No.10（2014年2月6日、集英社）[27]
- アイドルスポット vol.13 (フリーペーパー。2014年8月1日、アイドルスポット)
- 週刊ヤングジャンプ No.44（2014年10月2日、集英社）[28]
- 週刊ヤングジャンプ No.52（2014年11月27日、集英社）[29] - 山田朱莉との共演
- ヤングアニマル No.12 2015年6月26日号（2015年6月12日、白泉社）[30]
- BOMB9月号別冊「BOMB Love Special 2015」(2015年7月22日、学研パブリッシング)[31]
- 週刊プレイボーイ No.32(2015年7月27日、集英社) [32]
- 週刊ヤングジャンプ No.35（2015年7月30日、集英社）[33]
- 週刊少年マガジン No.39（2015年8月26日、講談社）[34]
- ヤングガンガン No.18（2015年9月4日、スクウェア・エニックス） - 巻末グラビア[35]
- 週刊少年マガジン No.46（2015年10月14日、講談社）
- ヤングガンガン No.21（2015年10月16日、スクウェア・エニックス） - 付録DVD
- FRUiTS別冊idp magazine（2015年10月16日、レンズ株式会社/ストリート編集室）
- フォトテクニックデジタル2015年11月号（2015年10月20日、玄光社）
- ヤングガンガン No.24（2015年12月4日、スクウェア・エニックス）
- ヤングガンガン No.01（2015年12月18日、スクウェア・エニックス） - 巻末グラビア[36]
- EX大衆2016年3月号（2016年2月15日、双葉社）
- ヤングガンガン No.12（2016年6月3日、スクウェア・エニックス） - 表紙・巻頭グラビア[37][38][39]
- 週刊少年マガジン No.39（2016年8月24日、講談社）
- 月刊エンタメ10月号（2016年8月30日、徳間書店）
- ヤングガンガン No.19（2016年9月16日、スクウェア・エニックス） - 付録DVD
- GooBike 11/21号（2016年10月22日、プロトコーポレーション）
- 週刊SPA!　2017年1月3日・10日合併号（2016年12月27日、扶桑社）
- 月刊エンタメ2月号（2016年12月29日、徳間書店）
- IDOL AND READ 010（2017年3月29日、シンコーミュージック・エンタテイメント）
- ヤングガンガン No.8（2017年4月7日、スクウェア・エニックス）[40]
- HR 5・6月号（2017年4月8日、株式会社グラフィティ）
- 週刊少年マガジンNo.20（2017年4月19日、講談社）
- 月刊エンタメ増刊6月号（2017年4月28日、徳間書店）
- FRIDAYダイナマイト5/16増刊号（2017年5月2日、講談社）
- ヤングアニマルNo.15（2017年7月28日、白泉社） - 巻末グラビア 7P
- 週刊アクション2019年16号（双葉社）[41]

### ムック本
- 洋泉社MOOK アイドル最前線2014（2014年3月26日、洋泉社）ISBN 978-4-8003-0338-7

### その他
- 夕刊フジ2016年2月19日号（第14122号）（2016年2月18日、産業経済新聞社）